# Can't Be Tamed (nummer)
Can't Be Tamed is een nummer van Miley Cyrus. Het is het eerste nummer van haar gelijknamige album. Het nummer kwam op 22 mei 2010 uit in Nederland.
In Nederland kwam het nummer in de Top 40 niet verder dan de tipparade. In de Single Top 100 werd de 82e positie behaald. In Vlaanderen kwam het tot nummer 39. Can't Be Tamed zet de electro/dancepop-sound van Party in the U.S.A. voort.